# Hoplopleura somereni
Hoplopleura somereni är en insektsart som beskrevs av James Waterston 1923. Hoplopleura somereni ingår i släktet Hoplopleura och familjen gnagarlöss. Inga underarter finns listade i Catalogue of Life.